# Липовка (Дубровский район)
Липовка — посёлок в Ду́бровском районе Брянской области, в составе Дубровского городского поселения. Расположен у северной окраины посёлка городского типа Дубровка. Население — 93 человека (2010).
Возник в 1920-е годы; до 1954 входил в Зимницкослободский сельсовет, в 1954—2005 в Немерском сельсовете.
| Годы      | 1926 | 1979 | 1989 | 2002 | 2010 |
| --------- | ---- | ---- | ---- | ---- | ---- |
| Население | 177  | 103  | 98   | 80   | 93   |